# Lijst van burgemeesters van Schipluiden
Dit is een lijst van burgemeesters van de voormalige Nederlandse gemeente Schipluiden. Op 1 januari 2004 is deze gemeente opgegaan in de nieuwe gemeente Midden-Delfland.
| Ambtsperiode | Naam burgemeester             | Partij of stroming | Bijzonderheden |
| ------------ | ----------------------------- | ------------------ | -------------- |
| ??           | ??                            |                    |                |
| 18?? - 1845  | J.N.A. de Coningh             |                    |                |
| 1846 - 1847  | W.C.A. Vaupel Kleijn          |                    |                |
| 1848 - 1861  | L. Kruijff Lz.                |                    |                |
| 1861 - 1880  | Dirk (D.J.) Ammerlaan         |                    |                |
| 1880 - 1884  | Statius Frederik Strobel      |                    |                |
| 1884 - 1922  | H.A. Musquetier               |                    |                |
| 1922 - 1954  | Dominique (D.J.M.) van Gent   |                    |                |
| 1954 - 1961  | F.R.M. Meltzer                | KVP                |                |
| 1961 - 1975  | Petrus Joannes Bolten         | KVP                |                |
| 1976 - 1985  | André (A.J.A.L.) Bruggeman    | KVP / CDA          |                |
| 1985 - 1994  | Jan (J.B.) Waaijer            | CDA                |                |
| 1994 - 2003  | Marja (J.M.) van Bijsterveldt | CDA                |                |
| 2003 - 2004  | John (J.) de Prieëlle         | CDA                | waarnemend     |